# Joëlle Robin
Célestine Defranceschi dite Joëlle Robin, née le 19 décembre 1923 dans le 14e arrondissement de Paris et morte le 23 octobre 2023 à Nanterre, est une actrice française.
Elle est la mère des actrices Béatrice Bruno et Aurélia Bruno.

## Filmographie
- 1946 : Belles Vacances de René Arcy-Hennery (court métrage)
- 1947 : Mandrin de René Jayet (film tourné en deux époques) : Yolande
- 1948 : Deux amours de Richard Pottier
- 1948 : Scandale aux Champs-Élysées de Roger Blanc
- 1948 : Le Sorcier du ciel de Marcel Blistène : Louise Marchand
- 1948 : Un séducteur de Claude Barma (court métrage)
- 1949 : Au royaume des cieux de Julien Duvivier : Suzy
- 1949 : L'Héroïque Monsieur Boniface de Maurice Labro
- 1949 : Rendez-vous de Juillet de Jacques Becker
- 1950 : Les femmes sont folles de Gilles Grangier
- 1951 : Caroline chérie de Richard Pottier
- 1951 : Deux sous de violettes de Jean Anouilh
- 1951 : Un grand patron d'Yves Ciampi
- 1952 : Les Dents longues de Daniel Gélin
- 1953 : La Belle de Cadix de Raymond Bernard
- 1954 : La Chair et le Diable, de Jean Josipovici
- 1954 : Votre dévoué Blake de Jean Laviron
- 1954 : Nana de Christian-Jaque
- 1955 : French Cancan de Jean Renoir
- 1956 : La Terreur des dames de Jean Boyer
- 1956 : La Famille Anodin (série télévisé)
- 1956 : La Vie passionnée de Vincent van Gogh (Lust for live de Vincente Minnelli)
- 1957 : Maigret tend un piège de Jean Delannoy
- 1958 : Archimède le clochard de Gilles Grangier
- 1962 : Vivre sa vie de Jean-Luc Godard
- 1969 : Les Choses de la vie de Claude Sautet
- 1972 : François Gaillard ou la vie des autres de Jacques Ertaud, épisode : Cécile et Nicolas
- 1975 : Le Futur aux trousses de Dolorès Grassian
- 1976 : La Dentellière de Claude Goretta
- 1980 : Tous vedettes de Michel Lang
- 1980 : Petit déjeuner compris - Feuilleton en 6 épisodes de 52 min - de Michel Berny : Mme Verdun
- 1989 : Les Enquêtes du commissaire Maigret, épisode : L'Auberge aux noyés de Jean-Paul Sassy
- 1997 : La vérité est un vilain défaut de Jean-Paul Salomé
- 2001 : Grégoire Moulin contre l'humanité d'Artus de Penguern
- 2005 : Brumes, court métrage de Guillaume Énard : Mme Blanc-Sec
- 2005 : La Science des rêves de Michel Gondry
- 2009 : La Vie au ranch de Sophie Letourneur : la grand-mère

## Théâtre
- 1949 : Le Sourire de la Joconde d'Aldous Huxley, mise en scène Raymond Rouleau, Théâtre de l'Œuvre
- 1952 : La Tête des autres de Marcel Aymé, mise en scène André Barsacq, Théâtre de l'Atelier
- 1961 : Loin de Rueil de Maurice Jarre et Roger Pillaudin d'après Raymond Queneau, mise en scène Maurice Jarre et Jean Vilar, TNP Théâtre de Chaillot
- 1961 : Clérambard de Marcel Aymé, mise en scène Claude Sainval,   Comédie des Champs-Élysées